# Druckplatte

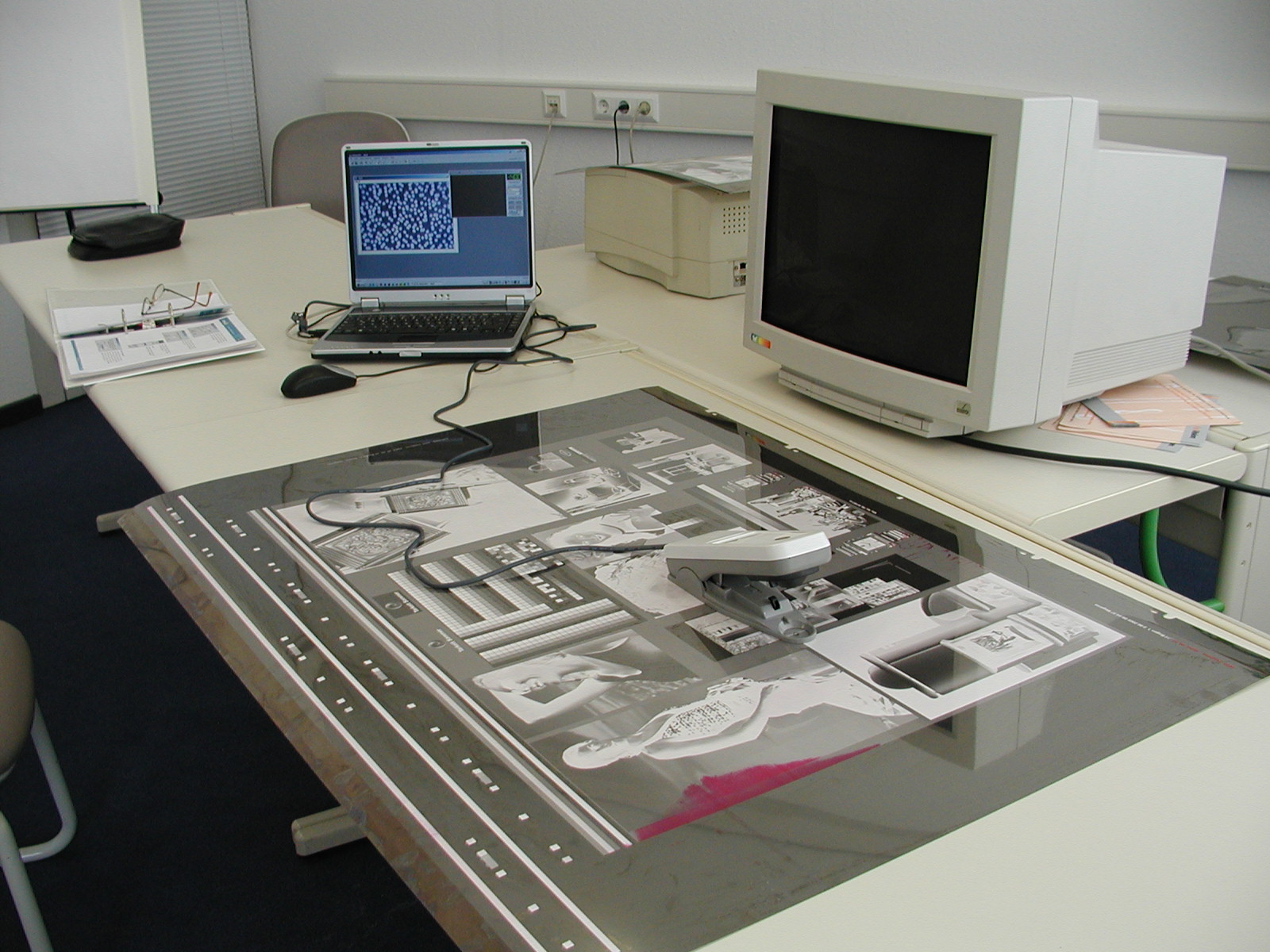
Eine apative Negativ-Offset-Druckplatte beim Ausmessen (Dieser Typ wird nicht mehr entwickelt)

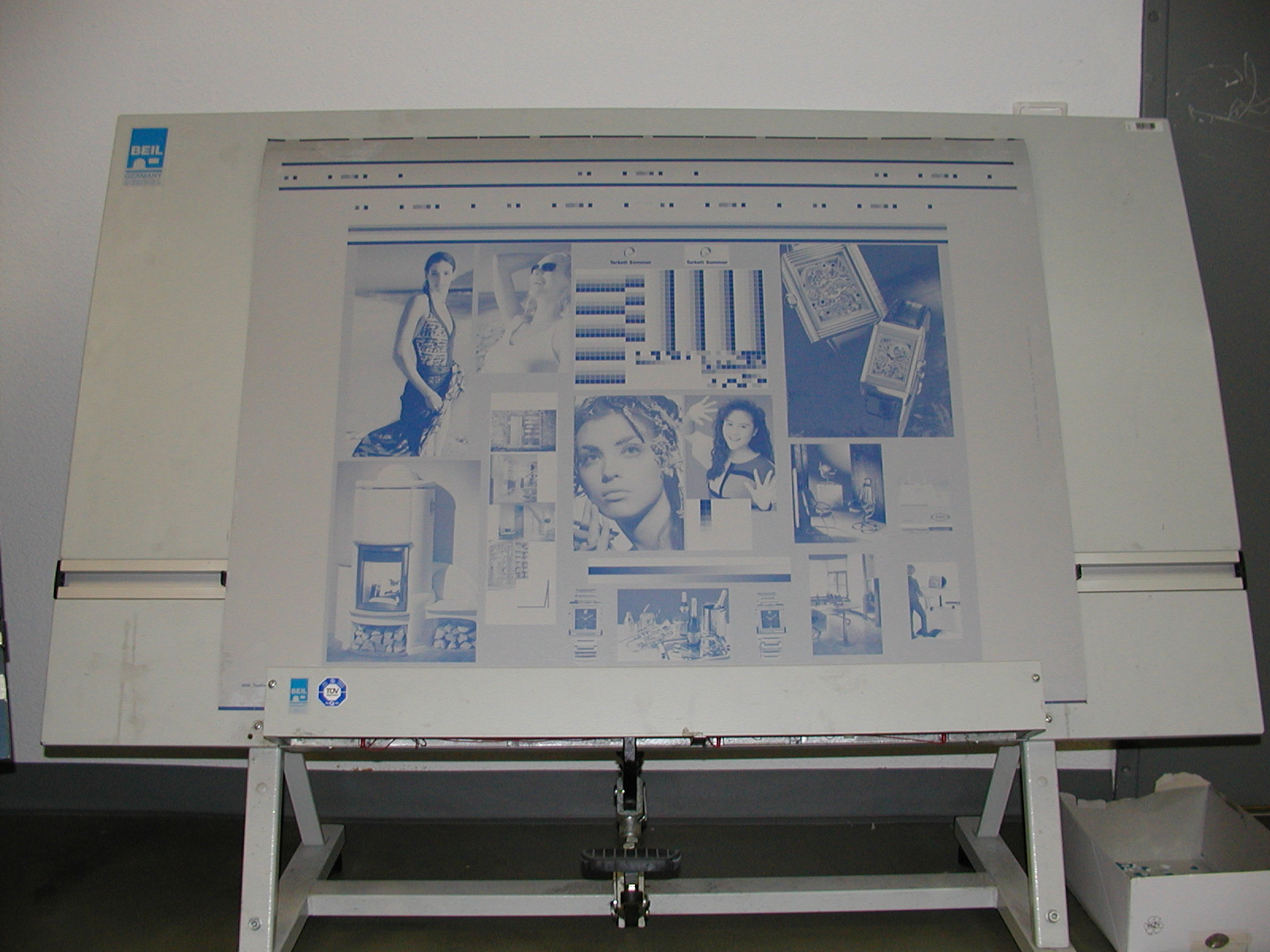
Eine Positiv-Offset-Druckplatte in der Stanze

Eine Druckplatte ist ein Druckbildspeicher für Text- und/oder Bildinformationen aller Art. Druckplatten sind alle planliegenden, starren oder flexiblen Druckformen für verschiedene Druckverfahren.

## Konventionelle Druckplattentypen
Die Hälfte aller weltweit produzierten Platten sind konventionelle Druckplatten. Sie sind gegenüber UV-Licht empfindlich. Es gibt Negativ- und Positivplatten. Zu den führenden Herstellern zählen Agfa, Fujifilm und Kodak.

## Herstellung
Für die Herstellung von Aluminium-Druckplatten wird hochreines Aluminium (99,9 %) benötigt. Dieses wird auf mehrere Kilometer langen Rollen angeliefert. Es gibt nur sehr wenige Aluminium-Lieferanten, die den hohen Ansprüchen der grafischen Industrie (Maßhaltigkeit, Staubfreiheit, Reinheit des Materials) gerecht werden. Daher beziehen fast alle Druckplattenhersteller ihr Aluminium von den gleichen Lieferanten.
Die Druckplatten haben eine elektrochemische und elektrolytische Oberfläche, die anodisiert wird und dann in betriebsgeheimen Verfahren mit der lichtempfindlichen Schicht versehen wird. Danach folgt ein Trocknungsprozess, da die frisch aufgetragene Schicht außerordentlich kratzempfindlich ist. Schlussendlich werden die Druckplatten von der Bandware, im Scherschnittprinzip, in Stückware geschnitten und in die Packstraße gegeben. Dort werden die Platten mit einem Planschneider im Messerschnittprinzip auf das Endformat geschnitten und verpackt. Zum Schutz vor unerwünschten Fehlbelichtungen befindet sich der komplette Weiterverarbeitungsprozess in abgedunkelten Hallen mit gelbem Licht.

## Druckplattentypen für CTP-Anlagen

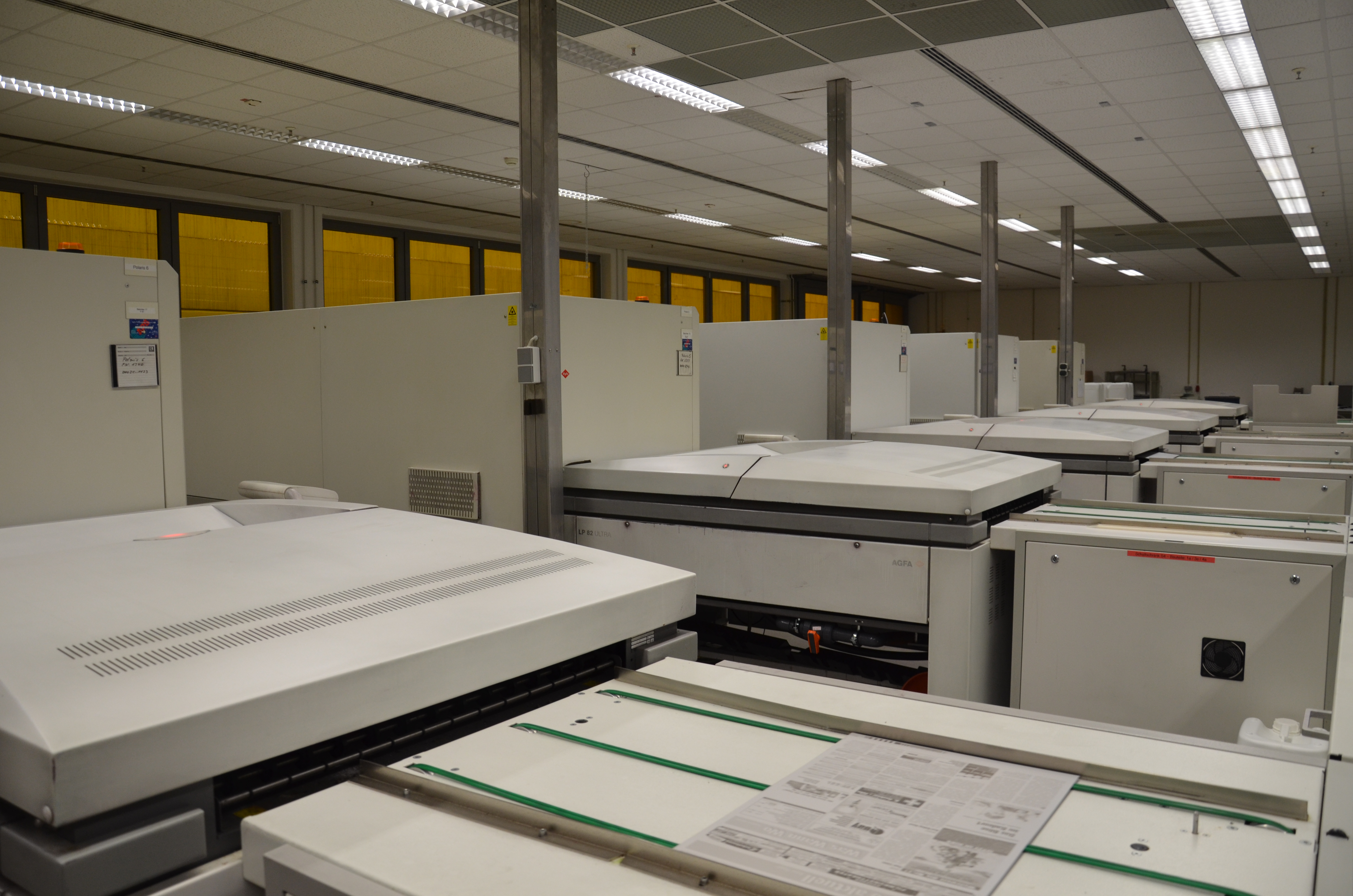
Belichtungsanlage für Platten einer Tageszeitung im WAZ-Druckhaus

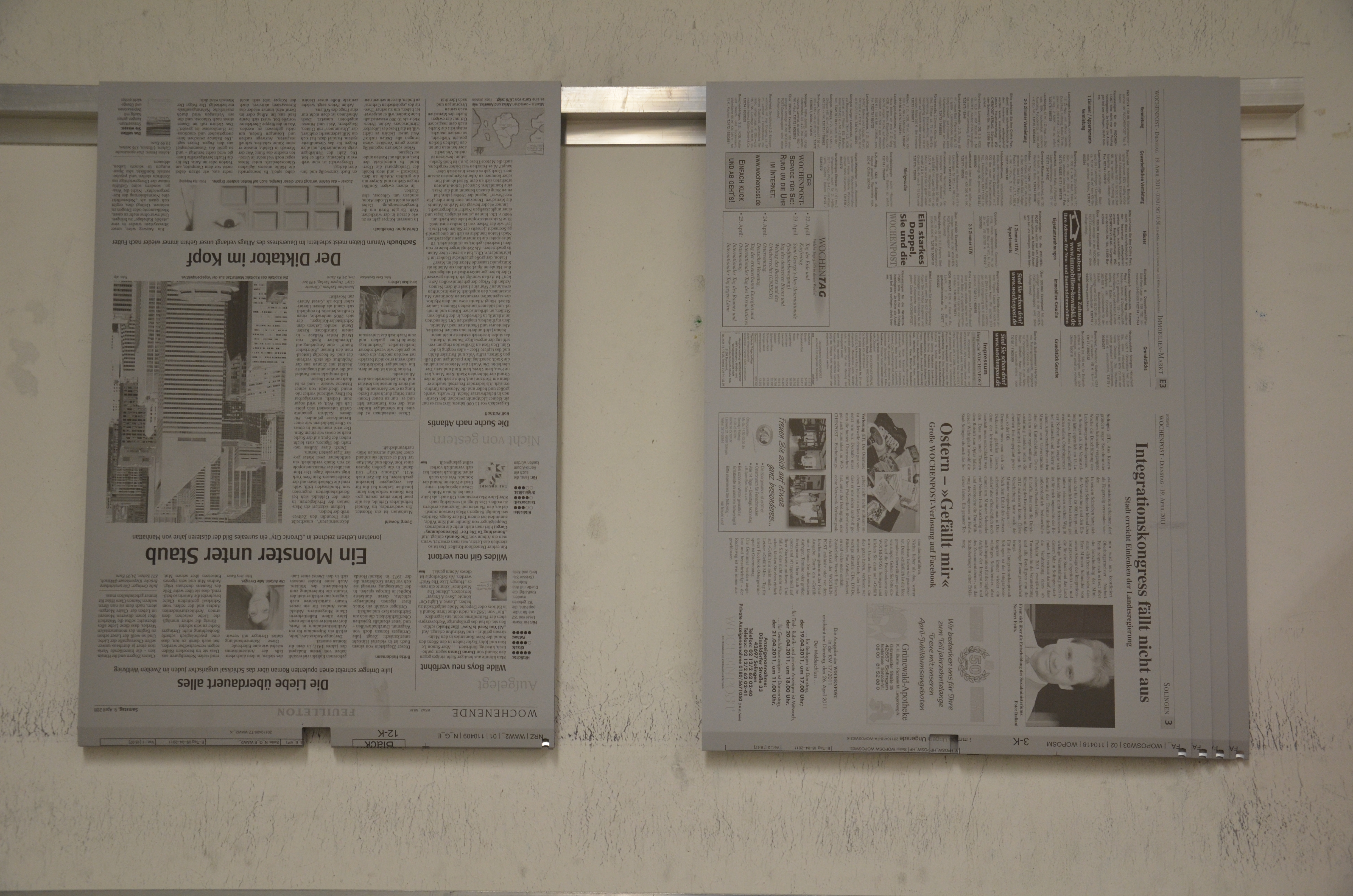
Fertige Platten, links reiner Einfarbdruck (12K), rechts Vierfarbdruck

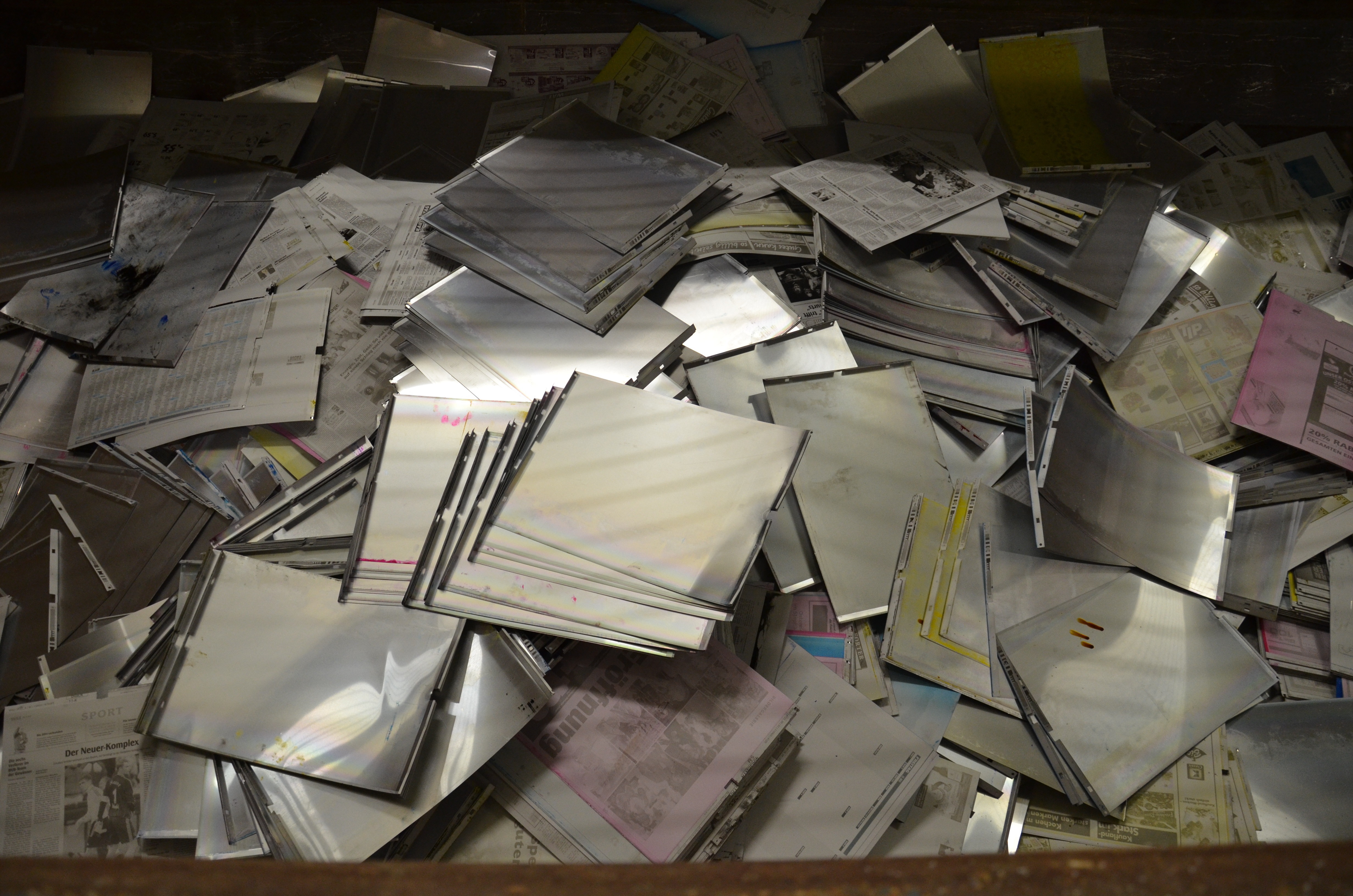
Sammeln der benutzten Platten zwecks Verwertung

### Fotopolymerplatte
- Lichtempfindlich zwischen 400 und 550 nm
- Geringe Laserenergie von 100 bis 200 µJ/cm2 zur Belichtung nötig
- Auflagenhöhe der Druckplatten bis 500.000 Drucke (Bei Einbrennen der Druckplatten zirka 1.000.000 Drucke)
  - Fotopolymerplatten werden im künstlerischen Bereich verstärkt zur Herstellung von Radierungen verwendet (Non-toxic Printmaking, Intaglioprint). Dabei wird das entstandene Polymerrelief als Tiefdruck eingefärbt und gedruckt.

### Silberhalogenidplatte
Silberhalogenid Aluminiumdruckplatten
- Lichtempfindlich im Wellenlängenbereich 400 bis 700 nm
- Geringe Laserenergie von 1 bis 2 µJ/cm2 zur Belichtung nötig
- Auflagenhöhe der Druckplatten bis 350.000 Drucke
- Eine Rasterweite bis hinunter zu 120 Linien pro Zentimeter möglich
- Tonwertumfang von 1–99 %
- Hohe Prozessstabilität nur bei Einhaltung von sehr engen Prozessparametern möglich
- Verarbeitung im tageslichtähnlichen Gelblicht möglich
- Wenige Anbieter

### Polymerplatte
- Lichtempfindlich zwischen 830 und 1.070 nm
- Hohe Laserenergie von bis zu 500 mJ/cm2 zu Belichtung nötig
- Auflagenhöhe der Druckplatten bis 100.000 Drucke (Bei Einbrennen der Druckplatten zirka 1.000.000 Drucke)
- Eine Rasterweite bis zirka 150 Linien pro Zentimeter möglich
- Tonwertumfang von 1–99 %
- Relativ hohe Prozessstabilität
- Verarbeitung im Tageslicht möglich
- Einige Anbieter
- Sehr hohe Oberflächenempfindlichkeit, Verarbeitung deshalb nur mit Handschuhen

### Ablationsplatte
Die neueste Druckplattengeneration braucht keine Entwicklungsmaschinen mehr; die belichtete Schicht wird direkt beim Belichten abgesaugt, der minimale restliche Feinstaub wird in der Druckmaschine über das Feuchtwerk von der Druckplatte gereinigt. Diese Druckplattenart benötigt weniger Wasser und ist schneller im Farb/Wasser-Gleichgewicht. Negativ wirkt sich der hohe Preis aus, so dass von einer Kostenreduktion durch die nicht benötigten Entwicklungsmaschinen respektive Entwickler, Gummierung, Personaleinsatz usw. nur im speziell betrachteten Einzelfall zu sprechen ist. Bei gleicher Auflösung, Auflagenstabilität und schnellerem Freilaufverhalten ist die Ablationsplatte allerdings sensibler im Handling; falscher Wischwasserzusatz oder Druckplattenreiniger (mit Scheuermittel) sowie unvorsichtiges Transportieren zerstört die empfindliche Schicht schnell.